# Pseudophoraspis fruhstorferi
Pseudophoraspis fruhstorferi är en kackerlacksart som beskrevs av Robert Walter Campbell Shelford 1910. Pseudophoraspis fruhstorferi ingår i släktet Pseudophoraspis och familjen jättekackerlackor.
Artens utbredningsområde är Vietnam. Inga underarter finns listade i Catalogue of Life.